# Cozze ripiene alla viareggina
Le cozze ripiene alla viareggina o muscoli ripieni alla viareggina in vernacolo viareggino, sono un piatto tradizionale di Viareggio, in Toscana. 

## Preparazione
Pulire le cozze e aprirle con un coltellino. Preparare il ripieno con: mollica di pane leggermente ammollata nel latte, parmigiano grattugiato, mortadella, eventuale macinato di manzo, aglio e prezzemolo tritati finemente, uovo, sale e pepe. Riempire le cozze con il ripieno e richiuderle. Preparare un trito di sedano, cipolla, carota, aglio ed prezzemolo e sfriggere in padella con olio. Sfumare con il vino bianco ed aggiungere la passata di pomodoro. Posizionare le cozze ripiene e cuocere a fuoco medio basso per circa venti minuti.

## Varianti
In Toscana e Liguria sono presenti altre varianti, tra le quali quella in bianco (senza pomodoro), quella livornese e quella spezzina. La ricetta livornese non prevede l’utilizzo di sedano, cipolla, carota e vino bianco per cuocere le cozze. 